# Näsudden
För andra betydelser, se Näsudden (olika betydelser).

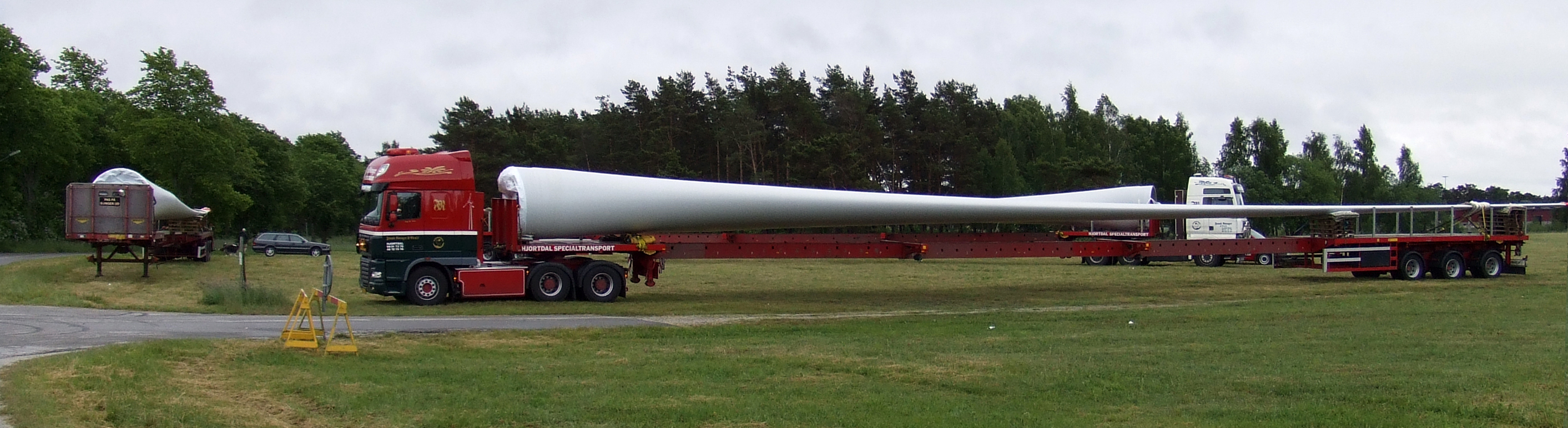
Vindkraftstransport Gotland. Lastbilarna har stannat till vid Oscarsstenen innan vidare transport söderut på ön.

Näsudden är en halvö på södra Gotland. Näsudden utgör större delen av Näs socken.
Näs kyrka ligger på uddens norra del; söder härom följer gårdarna Lingsarve, Båtels, Gans, Sigvards, Skåls, stora och lilla Siglavs, Levide, Olsvenne, Sigvards och Olsvänne.
Näsudden var den första platsen i Sverige där vindkraftverk prövades på allvar. På 1970-talet började Vattenfall utveckla och forska kring vindkraft. 1979 identifierades Södra Gotland som ett lämpligt område för vindkraft. En prototyp till ett vindkraftverk – Näsudden I – började byggas för att öka kunskapen om vindkraft. 1983 togs Näsudden I i drift och mätning på och utvärdering av aggregatet ingick som en del av ett statligt finansierat vetenskaplig arbete. Detta lade grunden till mycket av den kompetens inom vindkraft som finns idag. 1989 hade prototypen Näsudden I tjänat ut och Näsudden II beställdes.
Under 1990-talet växte Näsudden ut till en stor vindkraftpark och är idag (2010) Sveriges vindkrafttätaste område. Här finns idag omkring 100 vindkraftverk, varav Vattenfall äger åtta. 2004 invigdes Sveriges hittills största landbaserade vindkraftverk, Olsvenne 2. 2007, den 9 januari, stannade Näsudden II. Under sin livstid hade vindkraftverket slagit rekord i elproduktion med 61,4 GWh på 61 496 timmar i drift. 2008, den 12 april, inbjöds grannarna för att ta ett sista farväl av Näsudden II.
På Näsudden finns även en 120 meter hög mast som bestyckats med givare för bland annat temperatur, vindriktning och vindhastighet på flera nivåer. Uppdatering sker varje minut. Alla data är tillgängliga för envar.  På Gotland finns totalt (år 2009) 156 vindkraftverk som under år 2009 producerade drygt 200 000 000 kWh el. Det motsvarar förnybar hushållsel till drygt 37 000 hem.
Näsudden är ett av de ställen som vem som helst kan besöka och studera vindkraftverk i drift.
Näsudden har också betydande naturvärden. Uddens kust domineras av betade strandängar. I närheten av Skålsgårdarna finns ett större bestånd av jordkastanj. Nordost om gårdarna finns i en fårhage finns även ett stort bestånd av kransborre. I västsydväst ligger Bodudd, som är sammanvuxen med de tidigare skären Lillgrunn och Storgrunn. Här förekommer ovanligare arter som rödmire, nattglim, jungfrukam, glansveronika och sommarkynne och på reveln ut mot Lillgrunn finns krassing, fältkrassing och ljungsnärja samt ute på Storgrunns saltängar glasört, saltört, saltnarv och baltisk strandmalört. Området utgör fågelskyddsområde. Näsuddens sydöstra delar fram till Skallådern utgör ett natura 2000-område med samma namn som udden. Området utgörs till största delen av betade strandängar.